# Buick Enclave
Pour les articles homonymes, voir Buick et Enclave.
Le Buick Enclave est le premier crossover de la marque américaine Buick. C'est aussi le troisième d'une série de quatre modèle dans l'univers du géant américain GM. Ainsi, l'Enclave emprunte sa base au GMC Acadia, et à son clone le Saturn Outlook, qui possèdent leur propre style. Puis, arrive le Chevrolet Traverse, qui est beaucoup plus proche de l'Enclave que les deux autres, surtout pour ce qui est du style.
Lancé en mai 2007, l'Enclave sert de remplaçant aux SUV Rendezvous et Rainier beaucoup plus petits, mais aussi au monospace Terraza, qui, lui, était plus long.

## Première génération (2007-2017)
L'Enclave a été présentée en avant-première au Salon international de l'auto de l'Amérique du Nord 2006, officiellement en tant que concept-car. L'Enclave est en partie basé sur le concept Buick Centieme présenté au Salon de l'auto de Detroit 2003. L'Enclave est situé entre les marques de luxe grand public et d'entrée de gamme. Cela signifie qu'il est plus cher que des modèles tels que le Chevrolet Traverse (avec lequel il partage la plateforme) ou le Honda Pilot, mais pas aussi cher qu'une Acura MDX ou une Audi Q7. Il est donc à un niveau de gamme similaire à celui du Chrysler Pacifica, son principal concurrent.
L'Enclave peut accueillir sept passagers, jusqu'à huit en option. Il est livré de série en traction avant, et en option en transmission intégrale.
Pour sa première année de production, l'Enclave était équipé d'un moteur V6 3,6 L de 275 ch (205 kW) couplé à une transmission automatique à six vitesses. Pour le modèle 2009, une augmentation de puissance fut opérée pour le V6 de 3,6 L, produisant maintenant 288 ch (215 kW) et 366 N⋅m (270 lb⋅ft) de couple.. Ce dernier moteur à injection directe offre une courbe de couple plus large et réduit la consommation de carburant de 14L/100 km à 9,8 L/100 km pour les modèles FWD et de 15L/100 km à 11L/100 km pour les modèles AWD, selon la United States Environmental Protection Agency. Les véhicules sont construits à la nouvelle usine d'assemblage de Delta Township de GM près de Lansing, Michigan, et la production de l'Enclave a commencé le 11 avril 2007. L'Enclave était vendu avec un prix de départ de 32 790 $.
L'Enclave est souvent loué pour son vaste espace de chargement, tout en conservant la nature relativement dynamique de la construction monocoque par rapport à la carrosserie sur châssis conventionnelle. Il est également loué pour être l'un des véhicules les plus silencieux disponibles à la vente aux États-Unis, ainsi que pour la qualité de l'intérieur.

### Motorisations
Il dispose de deux moteurs à essence :
- V6 3.6 L 275 ch. (2007-2008).
- V6 3.6 L Injection Directe VVT 288 ch. (2008-).

Disponible uniquement avec une boîte auto à six rapports en deux ou quatre roues motrices.

### Ventes

#### États-Unis
| Année          | Ventes  | Différence |
| -------------- | ------- | ---------- |
| 2007 (8 mois)  | 29 286  |            |
| 2008           | 44 706  | +52,7 %    |
| 2009           | 43 150  | -3,5 %     |
| 2010           | 55 426  | +28,4 %    |
| 2011           | 58 392  | +5,4 %     |
| 2012 (11 mois) | 50 651  | -4,1 %     |
| Total          | 281 611 |            |

NB: L'Enclave a été lancé en mai 2007.

#### Chine
| Année         | Ventes | Différence         |
| ------------- | ------ | ------------------ |
| 2008          | 1 012  |                    |
| 2009          | 7 169  | +608,4 %           |
| 2010 (1 mois) | 292    | -64 % (sur 1 mois) |
| Total         | 8 473  |                    |

## Deuxième génération (2018-)
Le 11 avril 2017, exactement 10 ans après le début de la production du premier Enclave, Buick a dévoilé l'Enclave de deuxième génération aux studios Pier 59 lors du Salon de l'auto de New York 2017. Avec l'introduction de la compacte Envision en 2016 et le lancement de la familiale Regal TourX, l'Enclave de nouvelle génération est montée en gamme, concurrençant les Volvo XC90, Infiniti QX60 et Acura MDX sur le marché des SUV multisegments haut de gamme. La deuxième génération a été mise en vente à l'automne 2017 en tant que modèle 2018,.
L'Enclave de deuxième génération s'est éloignée de la conception du modèle original mais conserve certains éléments de la génération précédente, affichant une apparence aérodynamique plus élégante, une ligne de toit rabaissée et introduit l'éclairage avant Evonik Acrylite, accompagné par la nouvelle calandre en maille de Buick.
Propulsé par un V6 de 3,6 litres couplé à une nouvelle transmission automatique à neuf rapports, il produit 310 ch (231 kW) avec un couple de 361 N⋅m. L'Enclave de deuxième génération est disponible de série en traction avant ou en traction intégrale intelligente avec un différentiel arrière à double embrayage actif, qui complète son premier système de traction intégrale commutable. Il existe trois niveaux de finitions.

## Galerie photos

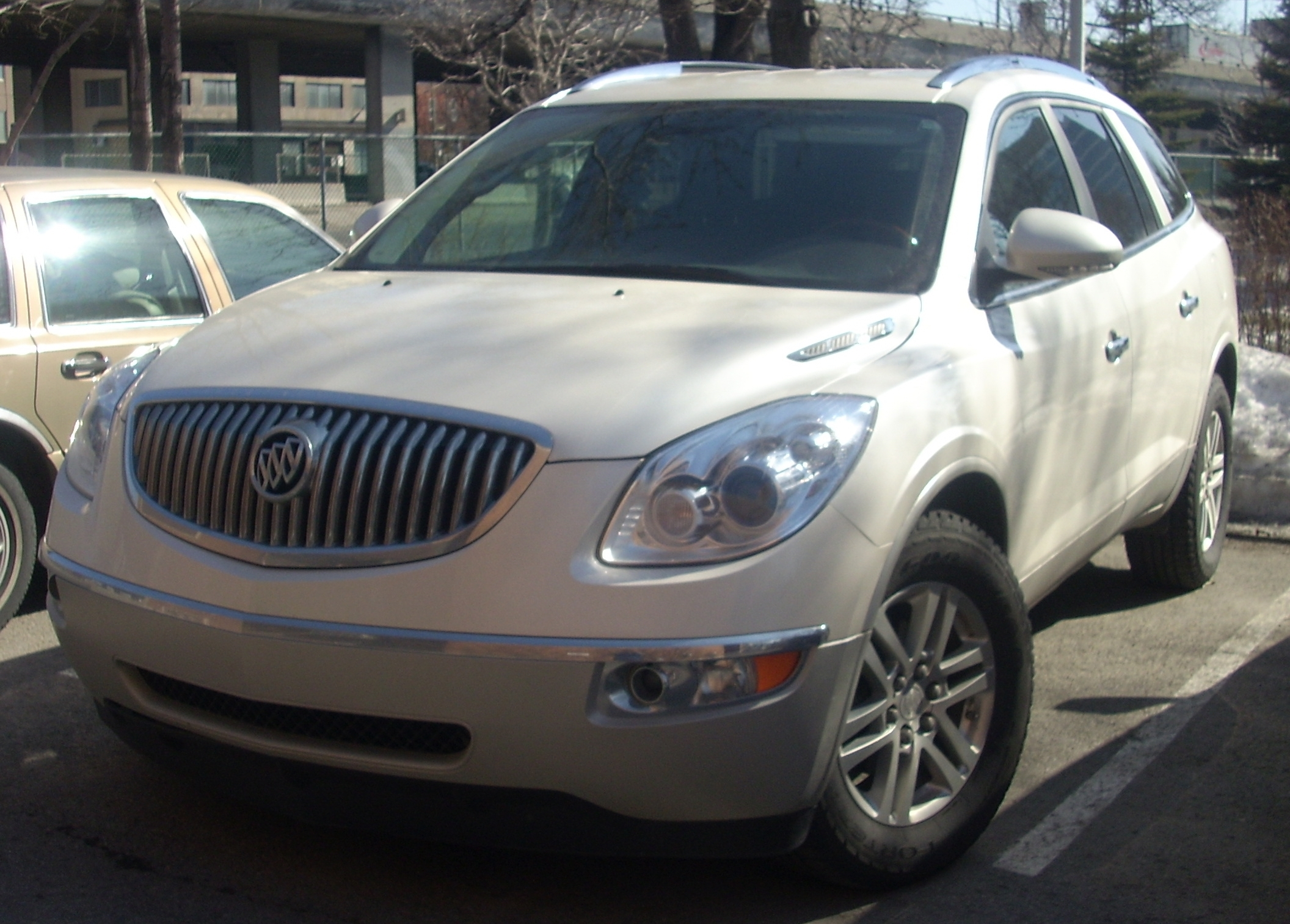
Enclave
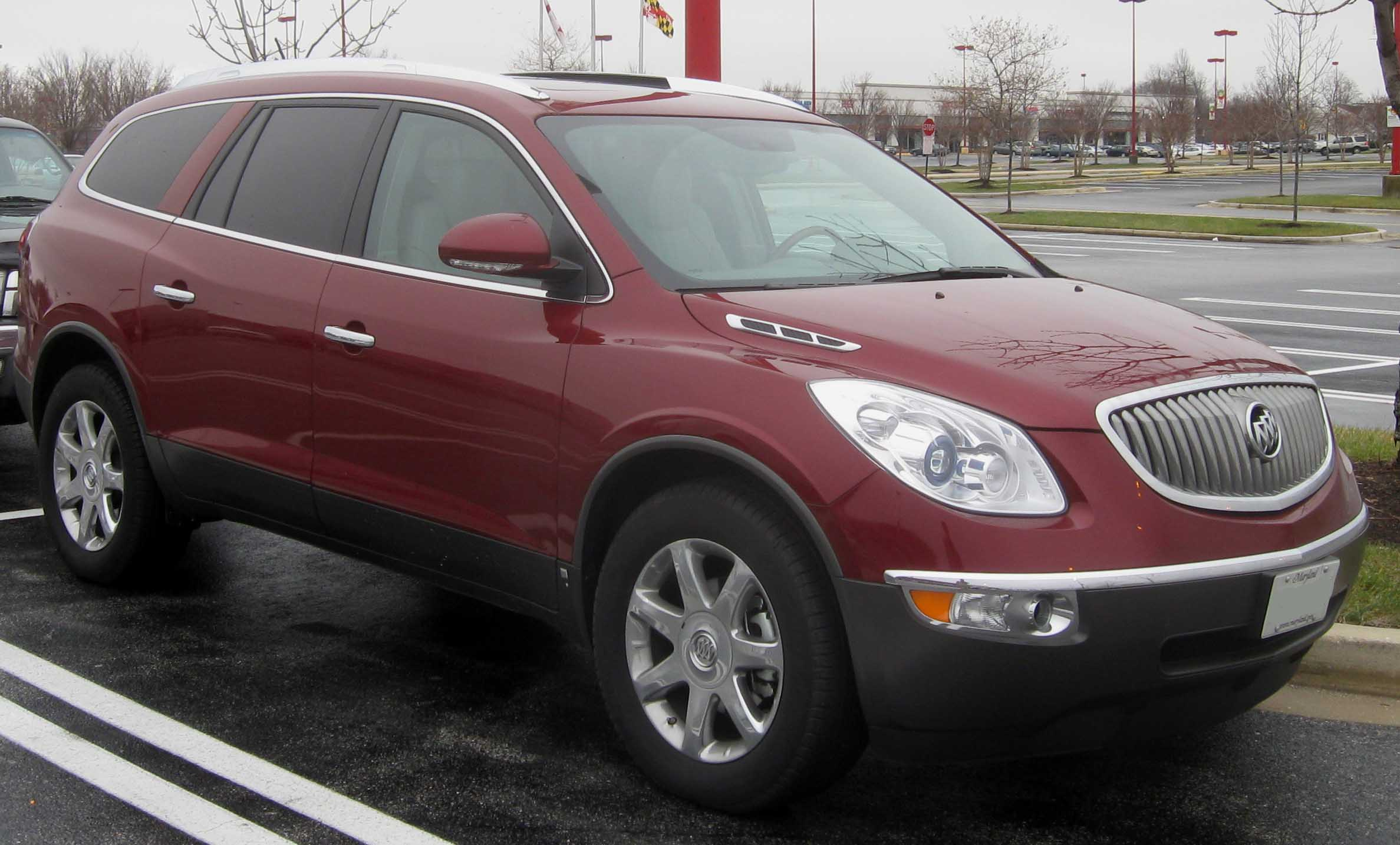
Enclave
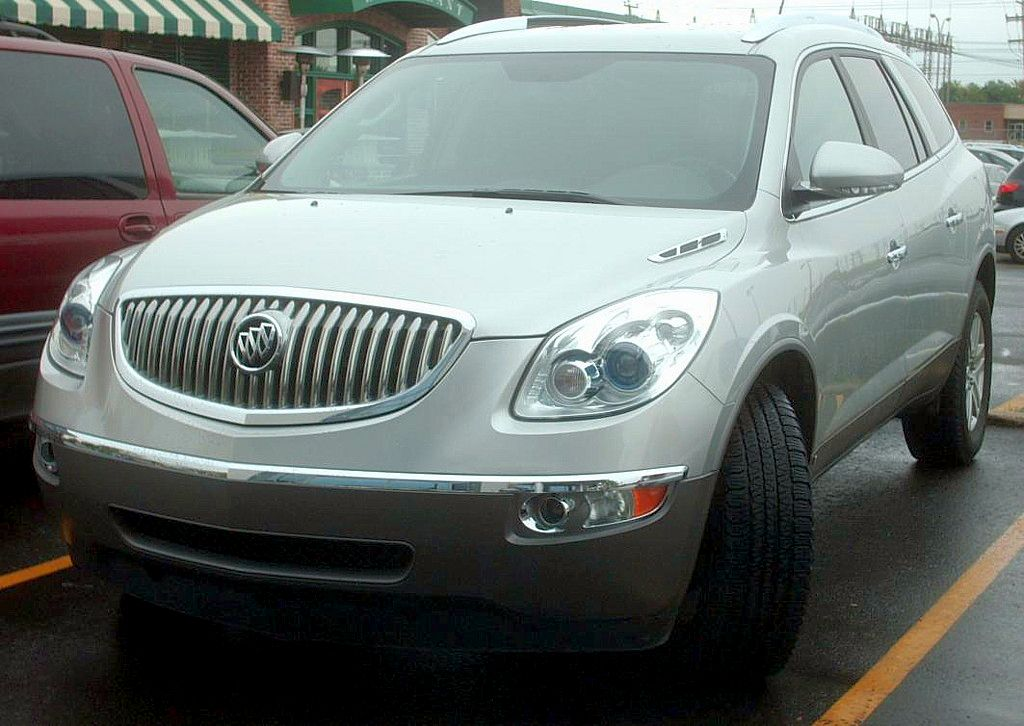
Enclave
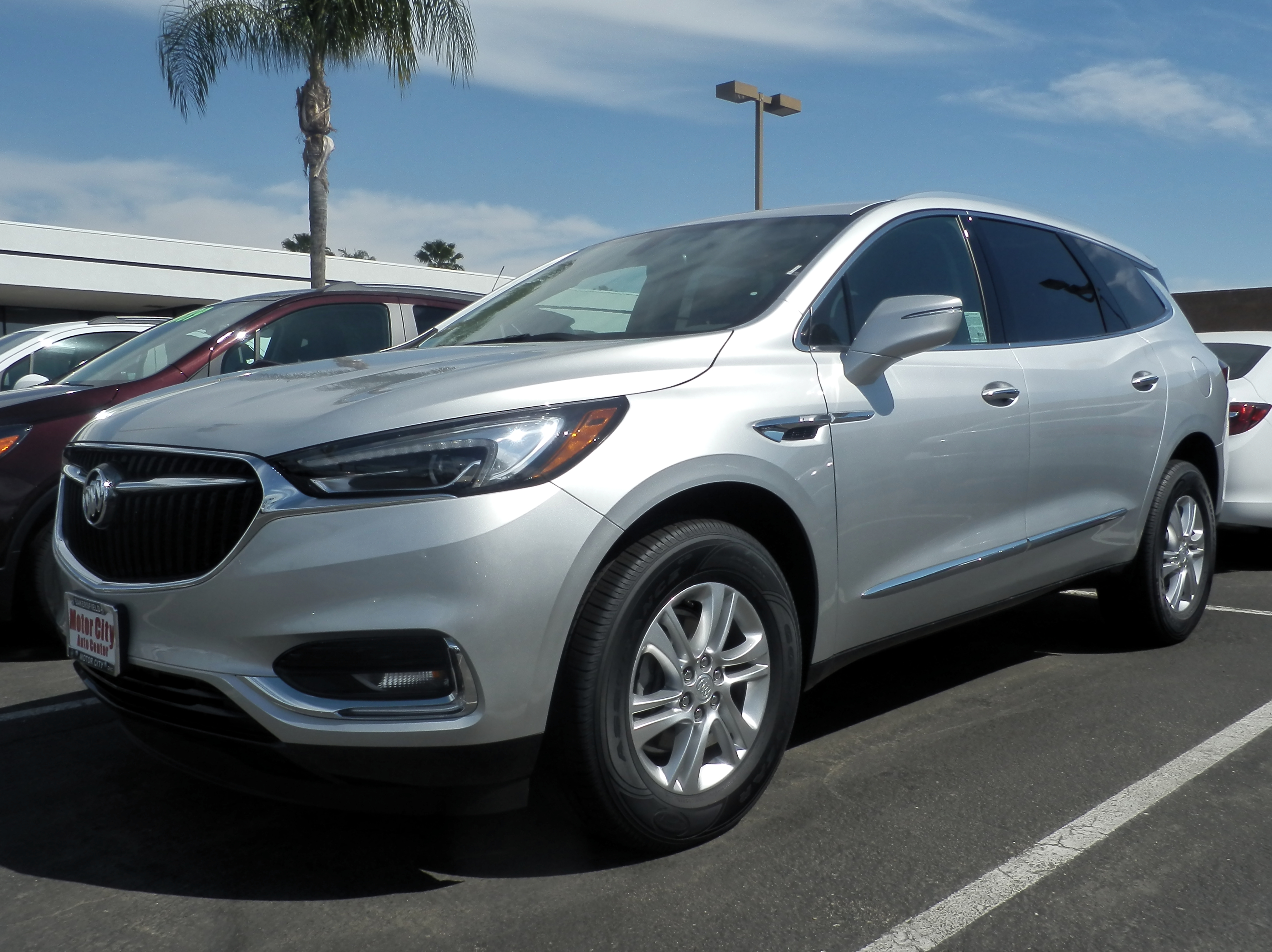
Enclave II
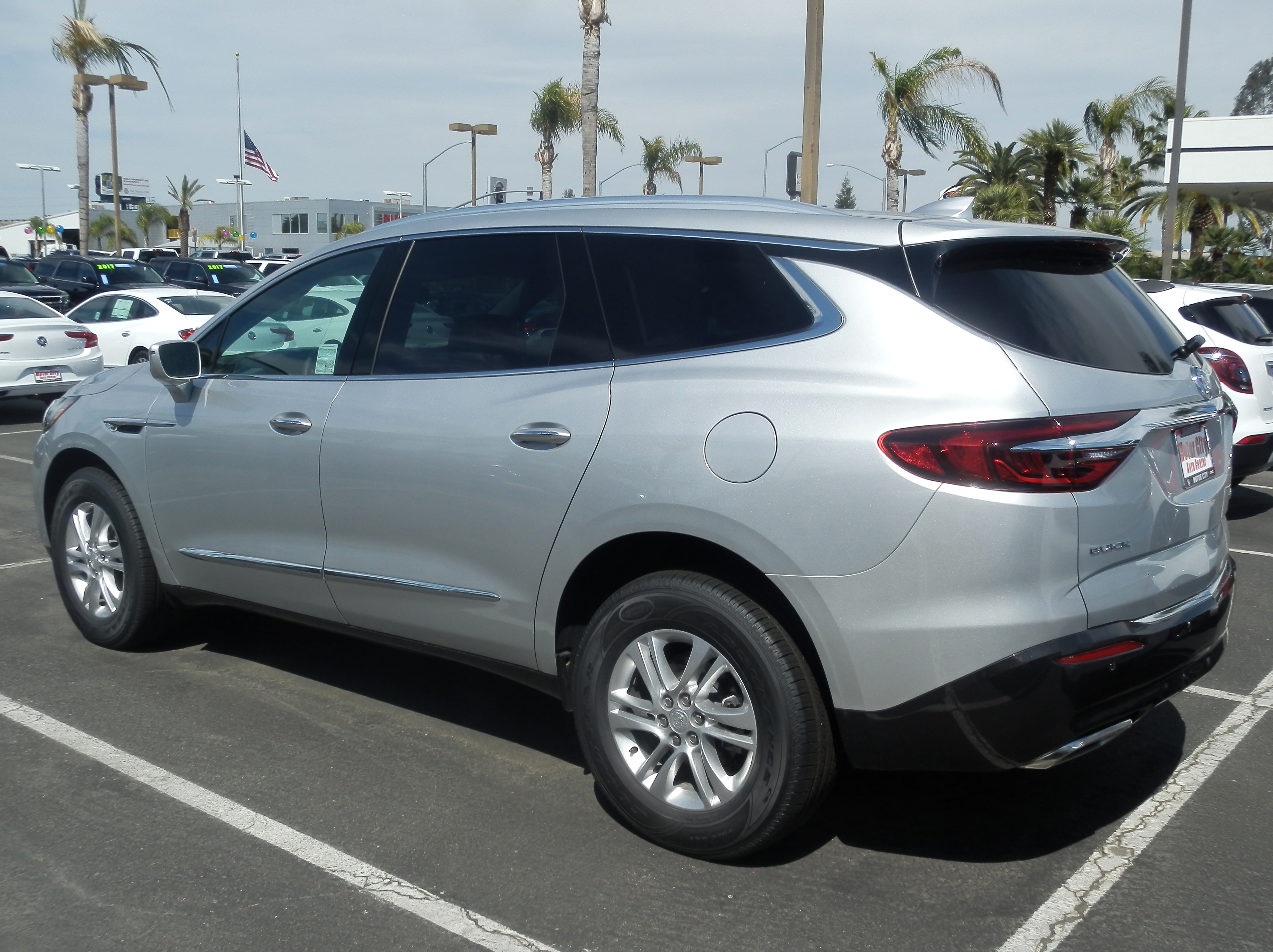
Enclave II

## Culture populaire
Films et séries TV:
- Piégés, 2012
- The Secret Sex Life of a Single Mom, 2014
- A Christmas Horror Story, 2015
- Big Little Lies, saison 1
- Finding Carter, saison 1 épisode 1
- Grace et Frankie, saison 1 épisode 2
- Black-ish, saison 1 épisode 21
- The Good Wife, saison 3 épisode 10
- Key & Peele, saison 4 épisode 8
- Modern Family, saison 7 épisode 15
- Les Experts, saison 10 épisode 13
- Greenleaf, saison 2